# Szabany (stacja kolejowa)
Szabany (biał. Шабаны, ros. Шабаны) – towarowa stacja kolejowa w Mińsku (mikrorejon Szabany), na Białorusi. Leży na południowej obwodnicy kolejowej Mińska.
Od stacji odchodzą liczne bocznice do okolicznych fabryk.